# (17075) Pankonin
(17075) Pankonin est un astéroïde de la ceinture principale.

## Description
(17075) Pankonin est un astéroïde de la ceinture principale. Il fut découvert le 9 avril 1999 à la station Anderson Mesa par le programme LONEOS. Il présente une orbite caractérisée par un demi-grand axe de 2,28 UA, une excentricité de 0,19 et une inclinaison de 6,3° par rapport à l'écliptique.

## Compléments